# Courtenay—Alberni
Circonscription électorale fédérale du Canada
Courtenay—Alberni est une circonscription électorale fédérale de la Colombie-Britannique (Canada) située sur l'île de Vancouver. Elle est créée lors du redécoupage électoral de 2012 et représentée pour la première fois lors des élections générales de 2015. Elle comprend:
- Le district régional d'Alberni-Clayoquot,
- Une partie du district régional de qathet,
- Une partie du district régional de Comox Valley dont le village de Cumberland et une partie de la ville de Courtenay,
- Une partie du district régional de Nanaimo dont la ville de Parksville et une partie de la ville de Nanaimo[5].

Les circonscriptions limitrophes sont
- au nord : North Island—Powell River
- à l'est : West Vancouver—Sunshine Coast—Sea to Sky Country, Nanaimo—Ladysmith
- au sud-est : Cowichan—Malahat—Langford[6].

## Historique
Lors du redécoupage électoral de 2022, la circonscription perd une portion de son territoire à l'est au profit de Nanaimo—Ladysmith, incluant une partie de la ville de Nanaimo.

## Députés
| Législature                                                         | Années        | Député | Député     | Parti         |
| ------------------------------------------------------------------- | ------------- | ------ | ---------- | ------------- |
| Courtenay—Alberni issue de Nanaimo—Alberni et Île de Vancouver-Nord |               |        |            |               |
| 42e                                                                 | 2015–2019     |        | Gord Johns | Néo-démocrate |
| 43e                                                                 | 2019–2021     |        | Gord Johns | Néo-démocrate |
| 44e                                                                 | 2021–2025     |        | Gord Johns | Néo-démocrate |
| 45e                                                                 | 2025–en cours |        | Gord Johns | Néo-démocrate |

## Résultats électoraux
Modèle:Élection générale canadienne de 2025 — Courtenay—Alberni